# Venus (Texas)
Venus ist eine Kleinstadt mit dem Status Town im Bundesstaat Texas in den Vereinigten Staaten. Das U.S. Census Bureau hat bei der Volkszählung 2020 eine Einwohnerzahl von 4.361 ermittelt.
Die Stadt liegt größtenteils im Johnson County, ein kleiner Teil des östlichen Stadtgebietes liegt im Ellis County.

## Lage
Venus liegt rund 45 Kilometer südwestlich des Stadtzentrums von Dallas und jeweils 25 Kilometer westlich von Waxahachie bzw. östlich von Cleburne im Dallas-Fort-Worth-Metroplex. Umliegende Städte sind Mansfield im Norden, Midlothian im Nordosten und Osten, Maypearl im Südosten, Grandview im Südwesten, Alvarado im Westen und Lillian im Nordwesten.
Durch Venus verläuft die U.S. Route 67. Der Interstate-Highway 35W ist etwa zwölf Kilometer entfernt.

## Geschichte

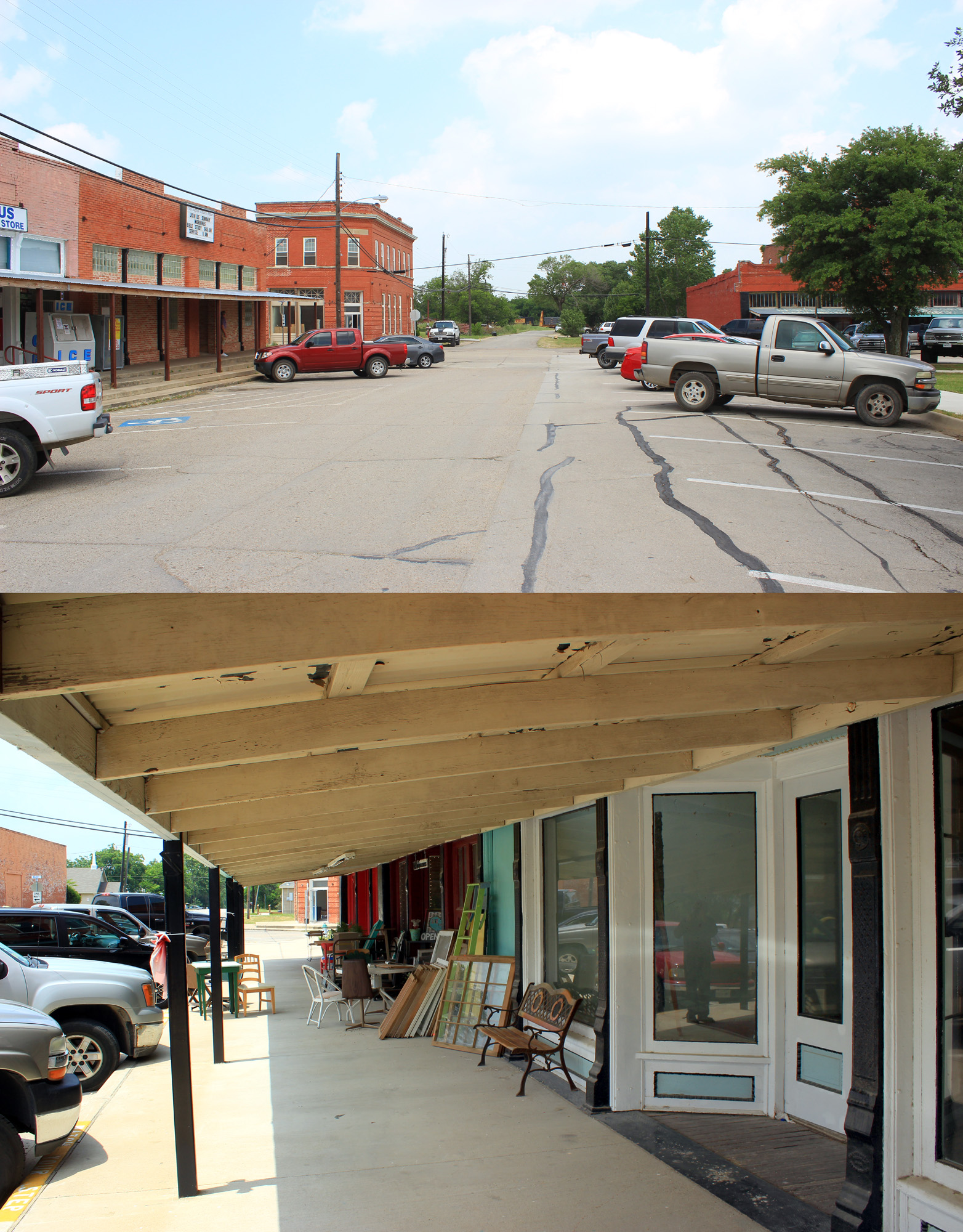
Downtown Venus

Das Gebiet um Venus wurde in den 1850er-Jahren erstmals besiedelt. Das Dorf trug zunächst den Namen Gossip. Die Einwohnerzahl der kleinen Siedlung blieb lange Zeit gering, erst in den 1880er-Jahren kaufte J.C. Smythe mehrere Hektar Land und gründete daraufhin den Ort, den er nach der Tochter eines ortsansässigen Arztes Venus nannte. 1888 erhielt Venus ein Postamt, zwei Jahre später hatte der Ort zehn Einwohner. In den 1890er-Jahren stieg die Einwohnerzahl von Venus schließlich stark an, da der Ort verkehrsgünstig am Knotenpunkt der Bahnstrecken der International-Great Northern Railway und der Gulf, Colorado and Santa Fe Railway lag. Gegen Ende des 19. Jahrhunderts gab es in Venus mehrere Kirchen, eine Schule, das Burnetta College und drei Banken.
1903 wurde auf einer Ratssitzung die Inkorporation von Venus als Stadt beschlossen. In den späten 1920er-Jahren überschritt Venus erstmals die Grenze von 800 Einwohnern. Nach der Great Depression gingen jedoch viele Einwohner von Venus in die Metropolregion um Dallas, wodurch die Einwohnerzahl bis 1940 auf 321 fiel. Anfang der 1940er-Jahre stand der größte Teil der Gebäude in Venus leer. Seit den 1970er-Jahren ist die Einwohnerzahl von Venus durch die Ausdehnung des Dallas-Fort-Worth-Metroplex wieder steigend. 1990 wurde die städtische Bebauung in das Ellis County erweitert. Allein zwischen 2000 und 2010 wurde die Einwohnerzahl von Venus verdreifacht.

## Demografie
Im Jahr 2018 hatte Venus laut American Community Survey 3488 Einwohner. Es gab 832 Haushalte und 648 Familien in der Stadt. Von den Einwohnern waren 79,2 Prozent Weiße, 15,4 Prozent Afroamerikaner und 0,6 Prozent Asiaten. 1,6 Prozent waren anderer Abstammung und 3,2 Prozent gaben mehrere Abstammungen an. 20,2 Prozent der Einwohner von Venus waren hispanischer Abstammung. 66 Prozent der Einwohner waren männlich und 34 Prozent weiblich.

50,5 Prozent der Haushalte hatten Kinder unter 18 Jahren, die bei ihnen lebten, und in 24,0 Prozent der Haushalte lebten Personen über 60 Jahren. Altersmäßig verteilten sich die Einwohner von Venus auf 22,9 Prozent Minderjährige, 7,3 Prozent zwischen 18 und 24, 45,0 Prozent zwischen 25 und 44, 19,6 Prozent zwischen 45 und 64 und 5,2 Prozent der Einwohner waren 65 Jahre alt oder älter. Das Medianalter lag bei 32,9 Jahren. 2018 lag das Medianeinkommen in Venus pro Haushalt bei 60.714 US-Dollar und pro Familie bei 70.217 US-Dollar. 8,7 Prozent der Einwohner lebten unterhalb der Armutsgrenze.

## Bildung
Der im Johnson County gelegene Teil von Venus ist Sitz des Venus Independent School District, zu dem zwei Grundschulen (K–1 und 2–5), eine Mittelschule und eine Highschool gehören. Im Jahr 2018/19 besuchten genau 2200 Schüler die Schulen des Schulbezirks. Der im Ellis County gelegene Teil von Venus gehört zum Midlothian Independent School District und zum Maypearl Independent School District.

## Sonstiges
Die Eröffnungsszene des Films Bonnie und Clyde wurde in Venus gedreht.

## Persönlichkeiten
- Judith Barrett (1909–2000), Schauspielerin (u. a. Dreivierteltakt am Broadway, Der Weg nach Singapur)